# 데렌 FC
데렌 FC는 몽골 내셔널 프리미어리그에 소속되어 있는 축구팀으로 2008년에 창단되었고 2015년부터 리그에 참가하고 있다. 현재 울란바토르 국립 스포츠 경기장을 홈 구장으로 사용하고 있으며 세르비아 출신의 보이슬라프 브랄룰비치 감독이 팀을 지휘하고 있다.

## 개요
데뷔 시즌인 2015 시즌에서는 16경기에서 2승 3무 11패·7위라는 저조한 성적에 그쳤지만 2016 시즌에서는 8승 1무 9패로 5위를 기록하며 전 시즌보다 한결 나은 성적을 거두더니 2017 시즌에서는 9승 2무 7패·리그 4위로 팀 역사상 최고 성적을 거두었다. 그리고 2018 시즌에서도 8승 7무 3패·5위로 시즌을 마쳤고 2019 시즌에서도 물론 리그 5위에 머물렀지만 10승 5무 7패의 성적으로 팀 창단 이래 첫 두자리 승수와 최다 승점을 따냈다.

## MFF컵 기록
- 2016년 : 준우승
- 2017년 : 4강
- 2018년 : 8강
- 2019년 : 8강
- 2020년 : 6강
- 2021년 : 5강
- 2022년 : 4강

## 선수 명단

### 현역
참고: FIFA 자격 규정에 따라 소속된 국가대표팀 국기를 표시합니다. 선수는 복수의 FIFA 비회원국 국적을 가지고 있을 수 있습니다.
| 번호 | 포지션 | 국적 | 이름          |
| ---- | ------ | ---- | ------------- |
| 11   | MF     |      | 후나미 유타로 |
| 37   | DF     |      | 김휘한        |

| 번호 | 포지션 | 국적 | 이름 |
| ---- | ------ | ---- | ---- |

### 역대
틀:데렌 FC 선수 명단